# Eriopyga friburgensis
Eriopyga friburgensis är en fjärilsart som beskrevs av Achille Guenée 1852. Eriopyga friburgensis ingår i släktet Eriopyga och familjen nattflyn. Inga underarter finns listade i Catalogue of Life.